# Deadly Care (álbum)
Deadly Care es la vigésima banda sonora compuesta por el grupo alemán de música electrónica Tangerine Dream. Publicada en 1993 por el sello Silva Screen se trata de la música compuesta para el telefilme homónimo dirigido en 1987 por David Anspaugh.

## Producción

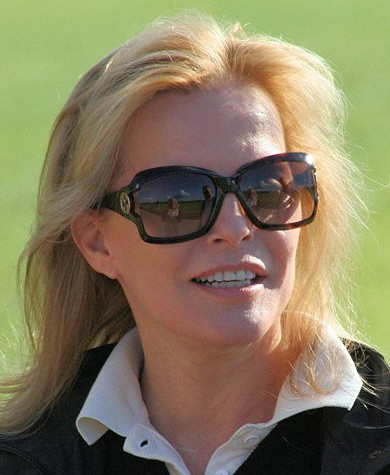
La actriz Cheryl Ladd

Producida por Universal Television en 1987 Deadly Care es un telefilm ambientado en 1974 estrenado en marzo del mismo año en Canadá y Estados Unidos. Interpretada en sus papeles principales por Cheryl Ladd y Jason Miller narra la caída en desgracia de Annie Halleran, una enfermera en la cúspide de su carrera profesional, debido a su progresiva adicción por el alcohol y las sustancias estimulantes. David Anspaugh, director del film, contaba con amplia experiencia en la realización de obras para televisión como productor o director de episodios de exitosas series de los años 1980 como Canción Triste De Hill Street, Corrupción En Miami u Hospital.
La banda sonora originalmente se compuso y grabó en 1987 por Christopher Franke, en el que sería uno de sus últimos proyectos en Tangerine Dream, y Edgar Froese. Aunque también cronológicamente formaba parte del grupo Paul Haslinger no está acreditada su participación en esta obra. Para esta banda sonora también se utilizaron algunos pasajes vocales que se reutilizarían en la banda sonora Canyon Dreams (1991). También destaca que el tema principal, «Deadly Care Main Theme», se presenta en dos versiones alternativas con leves modificaciones: «Hope For The Future» y «Clean And Sober».
En 1992 Silva Screen, sello discográfico que ya había publicado varias bandas sonoras del grupo que permanecían inéditas, publicó esta edición incluyendo todo el material sonoro que el grupo había remitido a Anspaugh para su utilización en la película.

## Lista de canciones
| N.º   | Título                                             | Escritor(es)                    | Duración |  |
| 1.    | «Deadly Care Main Theme»                           | Christopher Franke Edgar Froese | 4:56     |  |
| 2.    | «Paddles/Stolen Pills»                             | Christopher Franke Edgar Froese | 2:55     |  |
| 3.    | «A Strong Drink/A Bad Morning»                     | Christopher Franke Edgar Froese | 2:05     |  |
| 4.    | «Wasted And Sick»                                  | Christopher Franke Edgar Froese | 1:24     |  |
| 5.    | «Hope For The Future»                              | Christopher Franke Edgar Froese | 4:04     |  |
| 6.    | «The Hospital»                                     | Christopher Franke Edgar Froese | 5:44     |  |
| 7.    | «In Bed»                                           | Christopher Franke Edgar Froese | 1:54     |  |
| 8.    | «Annie & Father»                                   | Christopher Franke Edgar Froese | 1:28     |  |
| 9.    | «More Pills»                                       | Christopher Franke Edgar Froese | 1:28     |  |
| 10.   | «In The Head Nurse's Office/At The Father's Grave» | Christopher Franke Edgar Froese | 1:28     |  |
| 11.   | «Clean And Sober»                                  | Christopher Franke Edgar Froese | 4:57     |  |
| 32:23 |                                                    |                                 |          |  |

## Personal
- Christopher Franke - interpretación y producción
- Edgar Froese - interpretación y producción
- Reynold Da Silva - productor ejecutivo
- Ford A. Thaxton - supervisión del proyecto
- John Goodmanson - ingeniería de sonido
- David Stoner - supervisión del proyecto
- James Fitzpatrick - supervisión del proyecto
- Paul Cliff - fotografía